# What the Duck
What the Duck é uma tira em quadrinhos criada por Aaron Johnson. A série é uma sátira ao cotidiano dos fotógrafos profissionais.
Em 2007 foi publicado "What the Duck, Rule of Nerds", o primeiro livro com uma coletânea das tiras. Em Setembro de 2009 foi lançado "What the Duck: A W.T. Duck Collection".